# Hôtel de Vendôme (boulevard Saint-Michel, Paris)
Pour les articles homonymes, voir Hôtel de Vendôme.
L'hôtel de Vendôme est un hôtel particulier du 6e arrondissement de Paris.

## Localisation
L'hôtel de Vendôme est situé dans le 6e arrondissement de Paris, au coin du boulevard Saint-Michel et de la rue Auguste-Comte ; son arrière donne sur le jardin du Luxembourg, du côté du jardin de l'Observatoire.
Son adresse postale est : 60-62, boulevard Saint-Michel.

## Histoire
L'hôtel de Vendôme a été construit en 1707 par l'architecte Jean-Baptiste Alexandre Le Blond, rue d'Enfer (aujourd'hui boulevard Saint-Michel) pour le chanoine des chartreux Antoine de La Porte. Les plans sont publiés par Augustin-Charles d'Aviler en 1710 dans son Cours d'architecture sous le titre « Hôtel scis rue d'Enfer à Paris, occupé par M. le duc de Chaulnes et Batie sur les desseins du Sr le Blond ».
Loué à la duchesse de Vendôme, l'hôtel est remanié en 1715-1716 par le même architecte, qui modifie la façade donnant sur le jardin et créé un nouvel avant-corps avec le fronton de l'ancien.
Au milieu du XVIIIe siècle, il est occupé, suivant bail emphytéotique, par le 5e duc de Chaulnes, Michel Ferdinand d'Albert d'Ailly, qui y meurt en 1769, et son épouse. Le duc y conserve une partie de son importante bibliothèque et y mène ses expériences scientifiques. Leur fils, le 6e duc de Chaulnes, poursuit le bail, mais n'habite pas l'hôtel. Il le sous-loue jusqu'à la Révolution et meurt en 1792. L'hôtel est alors confisqué.
Attenant au jardin du Luxembourg, sur lequel donne sa façade postérieure, il est le siège de l'école des Mines de Paris depuis 1815. Il abrite également le musée de Minéralogie.
Au XIXe siècle, il est agrandi en deux campagnes pour en faire un lieu d'enseignement et de recherche :
- d'abord entre 1840 et 1852 par François-Alexandre Duquesney[3] : prolongement du bâtiment au Nord et au Sud, construction de la bibliothèque, avec des piliers en fonte, etc[5].
- en 1854, le grand escalier est décoré de peintures par Hugard et en 1856 par Abel de Pujol[3].
- puis entre 1861 et 1866 par Théodore-Henri Vallez[6], lors des transformations de Paris sous le Second Empire (il aménage quatre ailes autour d'une cour centrale couverte[3]).

Le 21 janvier 1926, l'hôtel fait l'objet d'une première inscription au titre des monuments historiques qui est par la suite annulée, et le 21 septembre 1994, l'hôtel particulier du XVIIIe siècle ainsi que les façades et toitures des bâtiments du XIXe siècle font l'objet d'une nouvelle inscription au titre des monuments historiques.